# Gène Hanssen
Gène Hanssen (født 9. januar 1959) er en tidligere hollandsk fodboldspiller.
Han har spillet for flere forskellige klubber i sin karriere, herunder Verdy Kawasaki.